# Apafi-kastély (Rónaszék)
A rónaszéki Apafi-kastély műemlék épület Romániában, Máramaros megyében. A romániai műemlékek jegyzékében a  MM-II-m-A-04557 sorszámon szerepel.